# Lilian Ducos
Pour les articles homonymes, voir Ducos.
Pas d'image ? Cliquez ici

a Compétitions nationales et continentales officielles uniquement.

Lilan Ducos, né le 13 décembre 1980 à Agen (Lot-et-Garonne), est un joueur de rugby à XV français qui évolue au poste de troisième ligne aile au sein de l'effectif du Sporting club albigeois (1,89 m pour 96 kg). 

## Carrière
- 2001-2004 :  SU Agen
- 2004-2005 :  CA Périgueux
- 2005-2009 :  SC Albi

## Palmarès
- Vainqueur des phases finales du championnat de France Pro D2 : 2006
- frère de Maxime Ducos, joueur qui évolue au SC Albi capitaine des cadets.